# Thierry Hupond
Thierry Hupond (Decines, Francia, 10 de noviembre de 1984) es un exciclista profesional. Fue profesional desde 2008 hasta 2017.

## Biografía
Consiguió buenos resultados en sus años sub-21, lo que le llevó al equipo Skil Shimano en 2007, siendo todavía aprendiz. En 2008 ya formó parte de la plantilla profesional, consiguiendo sus mejores resultados en la Vuelta a Alemania, donde consiguió un tercer puesto en la sexta etapa y un segundo puesto en la séptima. 
En 2009, con la primera aparición del Skil en el Tour de Francia, participó por primera vez en una gran vuelta, logrando el premio de la combatividad en la polémica décima etapa, debido a la prohibición del uso del pinganillo por parte de la organización.

## Palmarés
2014
- 1 etapa de los Cuatro Días de Dunkerque

## Resultados en Grandes Vueltas
| Carrera | Carrera         | 2008 | 2009 | 2010 | 2011 | 2012  | 2013 | 2014 | 2015  | 2016 | 2017 |
| ------- | --------------- | ---- | ---- | ---- | ---- | ----- | ---- | ---- | ----- | ---- | ---- |
|         | Giro de Italia  | —    | —    | —    | —    | —     | —    | —    | —     | —    | —    |
|         | Tour de Francia | —    | 90.º | —    | —    | —     | —    | —    | —     | —    | —    |
|         | Vuelta a España | —    | —    | —    | —    | 124.º | Ab.  | —    | 142.º | —    | —    |

―: no participa

Ab.: abandono

## Equipos
- Skil/Project 1t4i/Argos/Giant (2008-2015)
  - Skil-Shimano (2008-2011)
  - Project 1t4i (2012)[3]
  - Team Argos-Shimano (2012[4] -2013)
  - Team Giant-Shimano (2014)
  - Team Giant-Alpecin (2015)
- Delko Marseille Provence KTM (2016-2017)